# Werdi Bhuwana
Werdi Bhuwana is een bestuurslaag in het regentschap Badung van de provincie Bali, Indonesië. Werdi Bhuwana telt 5545 inwoners (volkstelling 2010).